# Kamikaze (film)
Kamikaze este un film francez regizat de Didier Grousset în anul 1986.

## Subiect
Acest film prezintă povestea unui savant nebun retras din lume (interpretat de Michel Galabru), în relații reci cu oamenii vremurilor sale. El urăște crainicele de televiziune. Pentru a termina cu ele, el a pus la punct o armă cu un fascicul de microunde. Prin încărcarea la maxim a motorului său, arma transmite un semnal care se propagă de la antena de televiziune a savantului până la antena care emite semnalul TV, apoi circulă către camera de televiziune. Semnalul își termină circuitul concentrându-se pe crainică, căreia îi transmite fasciculul letal de microunde.

## Fișă tehnică
- Titlu : Kamikaze
- Regizor : Didier Grousset

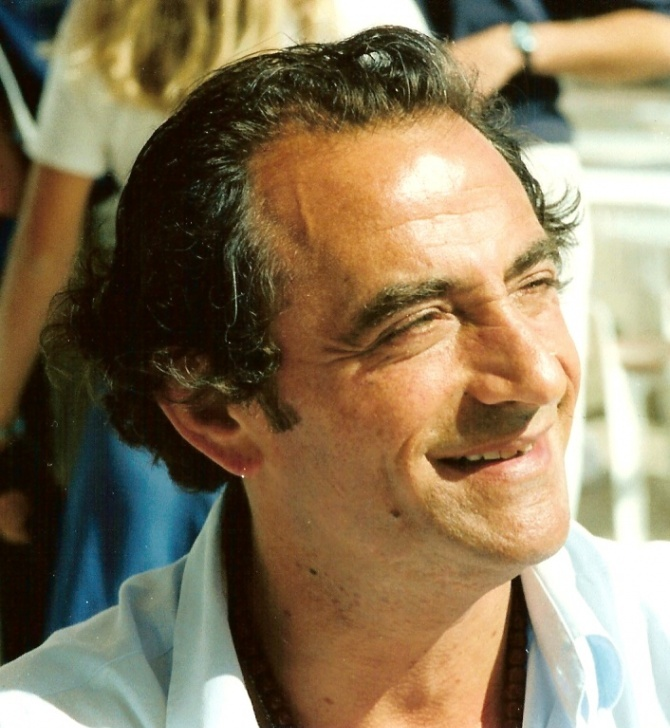
Richard Bohringer

- Scenariști : Didier Grousset și Luc Besson
- Producători : Luc Besson, Louis Duchesne și Laurent Pétin
- Muzică : Eric Serra
- Imagine : Jean-François Robin
- Montaj : Olivier Mauffroy
- Costume : Magali Guidasci
- Țară de origine : Franța
- Format : Culori - 2,35:1 - Dolby - 35 mm
- Gen : Science-fiction
- Durată : 90 minute
- Data premierei : 1986

## Distribuție
- Richard Bohringer : Romain
- Michel Galabru : Albert
- Dominique Lavanant : Laure
- Romane Bohringer : Julie
- Étienne Chicot : Samrat
- Harry Cleven : Patrick
- Riton Liebman : Olive
- Kim Massee : Lea
- Michael Goldman : Trevor
- Geoffrey Carey : Stone
- Charles Gérard : polițistul
- Philippe Girard : Pelletier
- Vincent Skimenti : Hervé
- Philippe Landoulsi : Guy
- Jean-Paul Muel : ministrul
- Laurent Spielvogel : realizatorul discursului